# Mazaces
Mazaces (en grec antic: Μαζάκης) era sàtrapa persa d'Egipte en temps d'Alexandre el Gran.
Va succeir a Sabaces, que havia mort a la batalla d'Issos. Quan Amintes amb les tropes gregues i els egipcis que se li havien unit es va presentar davant de Memfis, Mazaces va ser derrotat en un primer combat però mentre els grecs estaven ocupats en el botí va fer una sortida i va matar a Amintes i a molts dels seus homes. Finalment com que Mazaces no tenia pràcticament tropes perses i les egípcies eren poc nombroses, quan es va acostar Alexandre es va sotmetre voluntàriament, i li va donar al rei macedoni vuit-cents talents i els magatzems reials, l'any 332 aC.